# David Parks (chính khách)
David Parks (sinh ngày 22 tháng 12 năm 1943) là một chính khách người Mỹ đến từ Las Vegas, Nevada. Dân chủ, ông là thành viên của Thượng viện Nevada, đại diện cho quận 7 của Hạt Clark. Ông được bầu vào Thượng viện vào tháng 11 năm 2008, trước đó ông đã phục vụ trong Hội đồng Nevada từ năm 1996.

## Đời tư
Ông là người đồng tính công khai và là thành viên đồng tính công khai đầu tiên của Cơ quan lập pháp Nevada. Ông là một trong năm thành viên LGBT công khai của cơ quan lập pháp Nevada, cùng với các thượng nghị sĩ Pat Spearman và Kelvin Atkinson, cũng như các nghị sĩ Andrew Martin và James Healey. Các chiến dịch bầu cử của ông đã giành được sự ủng hộ của Quỹ Chiến thắng của người đồng tính nam và đồng tính nữ.